# خيري ركوه
الشيخ خيري ركوه،  أحد علماء الأزهر الشريف  وأحد أعلام جماعة الإخوان المسلمين القدامي. كان المتحدث الرسمي باسم جبهة علماء الأزهر والتي أُنشئت عام 1946م وتضم أكثر من ألف عالم وشيخ حيث تم اختياره لهذا المنصب عام 1998م. كان مسئول قسم نشر الدعوة في جماعة الإخوان المسلمين.
التحق الشيخ بجماعة الإخوان المسلمين وهو طالب في الجامعة، وعمل من أجلها، وظل مجاهدًا في سبيل نشرها حتى اعتُقل في عهد عبد الناصر عام 1965م ولم يخرج إلا في عام 1971م، كما أُعيد اعتقالُه في عهد حسني مبارك؛ حيث قضى خلف القضبان عامًا كاملاً.

## وفاته
تُوفي الأستاذ والعالم الجليل الشيخ خيري ركوة في 3 مارس 2007م الموافق 13 صفر 1428 هجريًّا.

## وصلات خارجية
- الشيخ خيري ركوة بعد عام في رحاب الله، إخوان أون لاين
- الشيخ خيري ركوة: رمضان شهر التقوى، إخوان أون لاين
- محاضرة نادرة في كيفية الدعوة إلى الله للشيخ خيري ركوة من موقع تراث الإخوان - الجزء الأول - الجزء الثاني - الجزء الثالث